# Alex Pauk
Alexander Peter Pauk (* 4. Oktober 1945 in Toronto) ist ein kanadischer Komponist, Dirigent und Musikpädagoge.

## Leben
Pauk nahm 1970–72 am Dirigentenworkshop des Ontario Arts Council unter Karel Ančerl, Ernesto Barbini, Victor Feldbrill und Boyd Neel teil und setzte seine Ausbildung als Dirigent bis 1973 an der Toho Gakuen School of Music in Tokio fort. 1971 gehörte er zu den Gründungsmitgliedern des Komponisten- und Musikensembles Array, dem er bis 1975 angehörte. 1973 gründete er das Ensemble Array West, das bis 1974 bestand, und darauf dessen Nachfolger Days Months and Years to Come (ab 1982 Magnetic Band), als dessen musikalischer Leiter und Dirigent er bis 1979 wirkte. Von 1973 bis 1975 unterrichtete er am Courtenay Youth Music Centre und von 1974 bis 1978 am Vancouver Community College.
Mit dem British Columbia Summer Youth Orchestra nahm Pauk als Dirigent 1974 Harry Freedmans Wyck auf. Von 1974 bis 1978 dirigierte er das Vancouver Youth Orchestra. 1983 wurde er musikalischer Leiter und Dirigent des Esprit Orchestra. Für dieses vergab er Kompositionsaufträge, führte Werke von mehr als siebzig kanadischen Komponisten auf, darunter Glenn Buhr, Brian Current, Paul Frehner, Chris Paul Harman, Alexina Louie, Yannick Plamondon, John Rea und R. Murray Schafer und dirigierte kanadischer Erstaufführungen von Kompositionen ausländischer Komponisten wie John Adams, Louis Andriessen, György Ligeti, Alfred Schnittke und Toru Takemitsu. Er nahm mit dem Esprit Orchestra am Olympic Arts Festival 1988 in Calgary, an der International Gaudeamus Music Week 1999 in den Niederlanden und am New Music International Festival 2005 in Montreal teil und nahm fünf CDs bei CBC Records sowie Musik zu Filmen von Atom Egoyan (von Mychael Danna) und zu Don McKellars Last Night auf.
Als Gastdirigent trat Pauk u. a. mit dem Quebec Symphony Orchestra, dem Toronto Symphony Orchestra, dem Vancouver Symphony Orchestra und dem Kölner Rundfunk-Sinfonie-Orchester auf und arbeitete mit Musikern wie Maureen Forrester, Richard Margison, Jon Kimura Parker und dem Perkussionsensemble NEXUS zusammen. 2004 leitete er als Gast das Ergo Ensemble bei dessen Tournee durch Litauen.
Neben Filmmusiken komponierte Pauk mehr als sechzig konzertante Werke. Er verwandte dabei Elemente des Neuen Musik, des Jazz, der Popmusik und insbesondere der Weltmusik und wandte sich ab den 1990er Jahren mit Stücken wie Farewell to Heaven (für Kammerorchester und Tänzer) und Touch Piece auch multimedialen Formen zu. 2001 komponierte er ein Konzert für zwei Klaviere und Orchester für das Duo Turgeon (Edward und Anne Louise-Turgeon), 2003 ein Flötenquintett für Robert Aitken und das Cuarteto Latinoamericano und 2005 ein Harfenkonzert für Erica Goodman. Kompositionsaufträge erhielt er u. a. von James Campbell, der CBC, Joseph Macerollo, dem National Youth Orchestra, dem Quebec Symphony Orchestra, der Vancouver New Music Society und den York Winds.
Ausgezeichnet wurde Pauk u. a. mit dem Price of Merit der SOCAN (Society of Composers, Authors and Music Publishers of Canada, 1990), dem Jean A. Chalmers National Music Award (1995) und dreimal mit dem Lieutenant-Governor's Award (1996, 1998, 2000) ausgezeichnet. 2002 erhielt er dem Louis Applebaum Composers' Award of Excellence in Film and Television Music und 2007 den Molson Prize. Für seine Beiträge zur Entwicklung der zeitgenössischen kanadischen Orchestermusik und für seine Förderung kanadischer Komponisten wurde er 2014 als Member des Order of Canada geehrt.

## Werke
- Fragmentations für Orchester, 1971
- Magaru für Flöte, Viola und Perkussion, 1973
- The Scroll für Orchester, 1974
- Prisma für Orgel und Tonband, 1974
- Underneath the Afternoon für Sopran, Altflöte, Englischhorn, Cello und Perkussion, 1974
- Dream Banners für vierstimmigen gemischten Chor, 1976
- Beyond für Flöte, Oboe, Cello, Perkussion, zwei Synthesizer und Perkussion, 1976
- Solari für Orchester, 1977
- Legend of the Raven für Klavier, 1981
- Nebulae für Klavier zu vier Händen, 1981
- Chant pour un Équinoxe für Mezzosopran, vierstimmigen gemischten Chor und Kammerensemble, 1981
- Filmmusik zu Gordon Pinsent and the Life and Times of Edwin Alonzo Boyd, 1982
- Devotions für Gamelanensemble, 1982
- Echo Spirit Isle für Orchester, 1983
- Mirage für Orchester, 1984
- Filmmusik zu Facultés Affaiblies, 1985
- Filmmusik zu Sous le coup du choc, 1985
- The Seventh Aura für elektrisches Streichquartett, 1986
- Water from the Moon für Klarinette, Violine und Cello, 1986
- Entities of Night für Saxophon, elektrische Gitarre, elektrischen Bass, Drumset, Perkussion und Streicher, 1987
- Flames and Crystals für Holzbläserquintett, 1988
- Tucume für Flöte, Oboe, Klarinette, Horn, Viola, Cello, Kontrabass, zwei Perkussionisten und elektrisches Klavier, 1988
- Split Seconds für Orchester, 1988
- Cosmos für Orchester, 1988
- Filmmusik zu Martha, Ruth & Edie, 1988 (mit Alexina Louie)
- Filmmusik zu See No Evil, 1988
- Farewell to Heaven für Kammerorchester, 1996
- Filmmusik zu Last Night, 1998 (mit A. Louie)
- Filmmusik zu The Five Senses, 1999 (mit A. Louie)
- Filmmusik zu 24fps, 2000 (mit A. Louie)
- Concerto for Two Pianos and Orchestra, 2001
- Filmmusik zu Perfect Pie, 2002 (mit A. Louie)
- Touch Piece für Orchester, 2003
- Flute Quintet, 2003
- Concerto for Harp and Orchestra, 2005